# Hydrocenidae
Hydrocenidae Troschel, 1857 è una famiglia di molluschi gasteropodi della sottoclasse Neritimorpha. È la sola famiglia della superfamiglia Hydrocenoidea.

## Descrizione
Hydrocenidae è una famiglia di gasteropodi esclusivamente terrestri imparentata con altre famiglie esistenti di Neritimorpha. Le analisi filogenetiche convergono su un singolo albero in cui Neritopsoidea è un gruppo sorella di un clade che include Helicinoidea come gruppo sorella di Hydrocenoidea e Neritoidea.
Le specie sono prive di branchie e hanno una cavità polmonare. I tentacoli sono corti e grandi e gli occhi sono prominenti, situati alla base superiore o esterna dei tentacoli. Il piede è corto e di forma ovale. La radula è espressa dalla formula ∞ 1.(1+1+1).1 ∞. I denti centrali sono piccoli e allungati, mentre i denti laterali sono piuttosto grandi, diritti, senza cuspide. I numerosi denti esterni sono dentellati e disposti in serie oblique.
La conchiglia è imperforata, conica e globosa. I vortici sono convessi. La guglia è corta. Il peristoma è continuo. La columella è callosa. Il labbro non è riflesso. L'opercolo è calcareo e ornato di strie concentriche al nucleo. Il lato interno dell'opercolo è con un'apofisi prominente derivante dal nucleo.
Questa famiglia ha un'ampia distribuzione dall'Europa e dall'Africa attraverso l'Asia fino alla regione del Pacifico comprese le isole remote della Polinesia e probabilmente ha un'origine mesozoica, pangea. Nonostante l'ampia distribuzione e l'apparentemente alta diversità di queste lumache per lo più minute, che raramente raggiungono i 5 mm di altezza del guscio, la conoscenza di questo gruppo è ancora molto limitata.

## Tassonomia
La famiglia contiene 5 generi di cui uno estinto:
- Genere Georissa W. T. Blanford, 1864
- Genere Hydrocena Küster, 1844
- Genere Monterissa Iredale, 1944
- Genere † Schwardtina Bandel & Riedel, 1994
- Genere Sinicena Egorov, 2003